# Evropská aliance revmatologických asociací
Evropská aliance revmatologických asociací (anglicky European Alliance of Associations for Rheumatology), dříve nazývaná Evropská liga proti revmatismu (European League Against Rheumatism), zkráceně EULAR, je mezinárodní odborná společnost revmatologů. Je to nezisková organizace, která reprezentuje osoby s revmatickými onemocněními a onemocněními svalů a kostí. Sdružuje zdravotnické odborníky v oboru revmatologie – revmatology, výzkumníky a vědecké společnosti v oboru revmatologie, které působí v jednotlivých evropských zemích (v Česku např. Česká revmatologická společnost ČLS JEP).
Organizace vznikla v roce 1947 a sídlí v Curychu ve Švýcarsku. Vydává doporučené postupy diagnózy a léčby revmatických onemocnění. Tyto postupy a další odborné informace publikuje v časopisu Annals of the Rheumatic Diseases. Pořádá pravidelná setkání a kongresy odborníků v revmatologii.